# Tony Ryan
Thomas Anthony (Tony) Ryan (Thurles, 2 februari 1936 – Celbridge, 3 oktober 2007) was een Ierse multi-miljonair, filantroop en ondernemer. Hij leefde in Ardclough (County Kildare).
Ryan was mede-oprichter van Ryanair, een lagekostenluchtvaartmaatschappij voor continentale vluchten in Europa.

Ten tijde van zijn overlijden had hij ook 16% aandelen van Tiger Airways in handen.
Hij bezat eredoctoraten van verscheidene universiteiten, waaronder de Universiteit van Dublin, de Nationale Universiteit van Ierland, Galway en de Universiteit van Limerick.
Ryan overleed op 71-jarige leeftijd na een lang ziekbed.
- Gemeinsame Normdatei: 1046073923
- International Standard Name Identifier: 0000 0004 2337 9041
- Library of Congress Control Number: no2013137095
- Virtual International Authority File: 305857230
- WorldCat: E39PBJhd8DPycH8gtCtGmQ6HYP